# قوس النصر

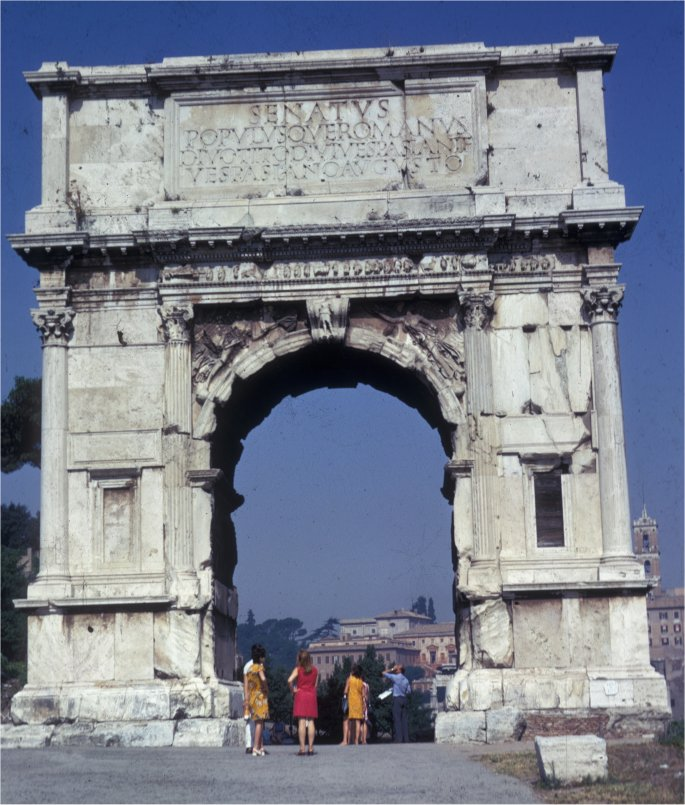
قوس تيتوس قرب روما، أحد أشكال أقواس النصر الرومانية القديمة

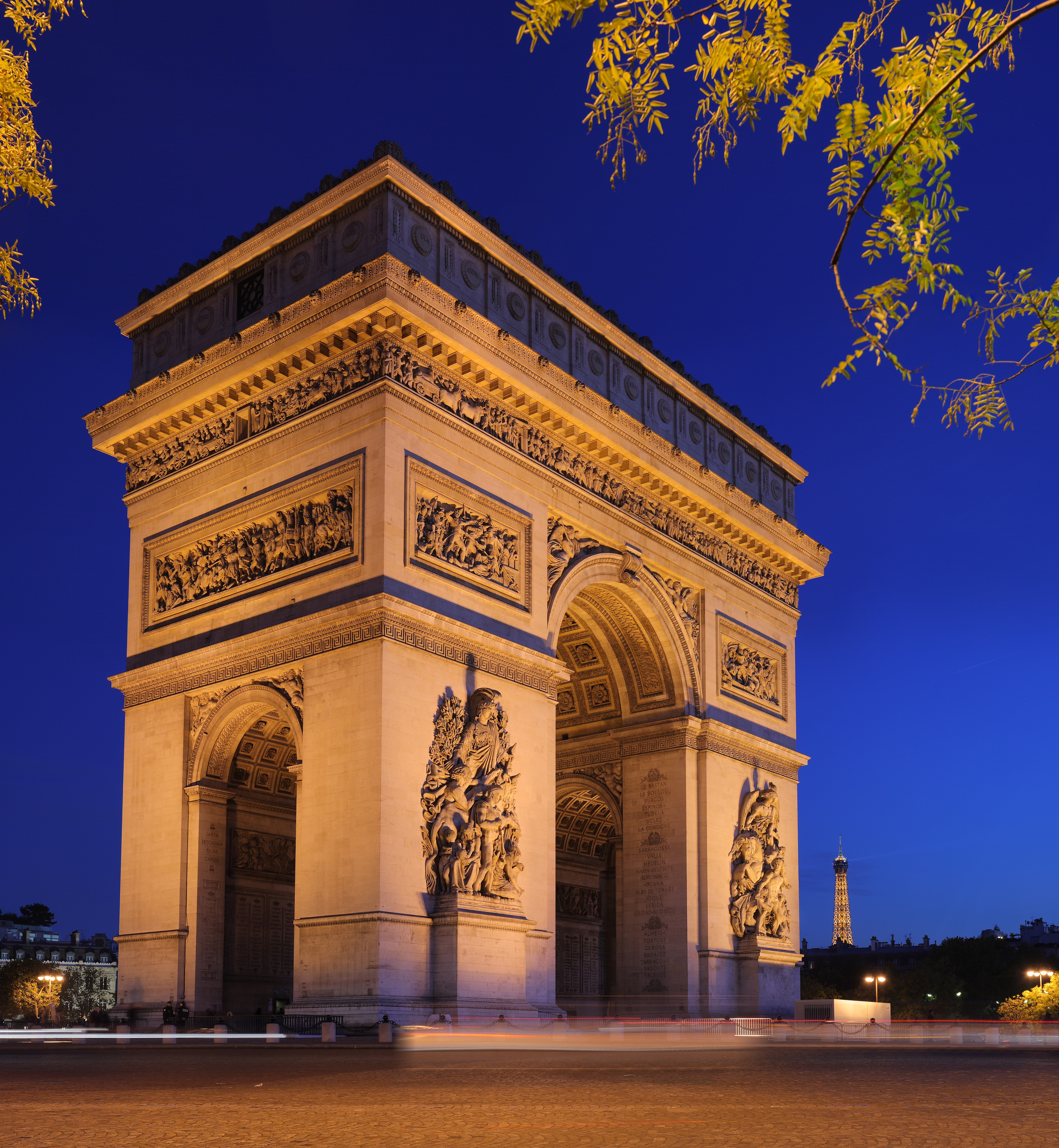
قوس النصر في باريس, من أشهر الأقواس المعروفة

قوس النصر هو شكل بناء مؤلف من قوس أو أكثر منحني أو حتى مستقيم ليشكل ما يعرف ببوابة النصر، مرفوع على مجموعة أعمدة وقد يختلف التصميم والشكل لكنه ثابت من حيث المبدأ، مبني ليكون صرح يرمز لنصر في المعركة أو الحرب أو أحيانا ترفع من أجل حاكم أو ملك. يعود أصول فكرة القوس إلى العصور الرومانية.
بعض أمثلة الأقواس:
- قوس تيتوس في روما، هو أول قوس وتم إنشائه سنة 82 م.
- قوس النصر في باريس، من أشهر الأقواس المعروفة.
- قوس الرخام في لندن.
- قوس النصر في بوخارست
- قوس النصر (اللاذقية) في سورية
- قوس النصر (تدمر) في سورية
- قوس النصر في بغداد
- بوابة الهند في نيودلهي
- قوس الأخوان فيليني في ليبيا
- قوس ماركوس أوريليوس في ليبيا
- قوس النصر دي كاروسيل في باريس.
- قوس النصر في برشلونة.
- هرم الجندى المجهول في القاهرة مصر.

## معرض صور

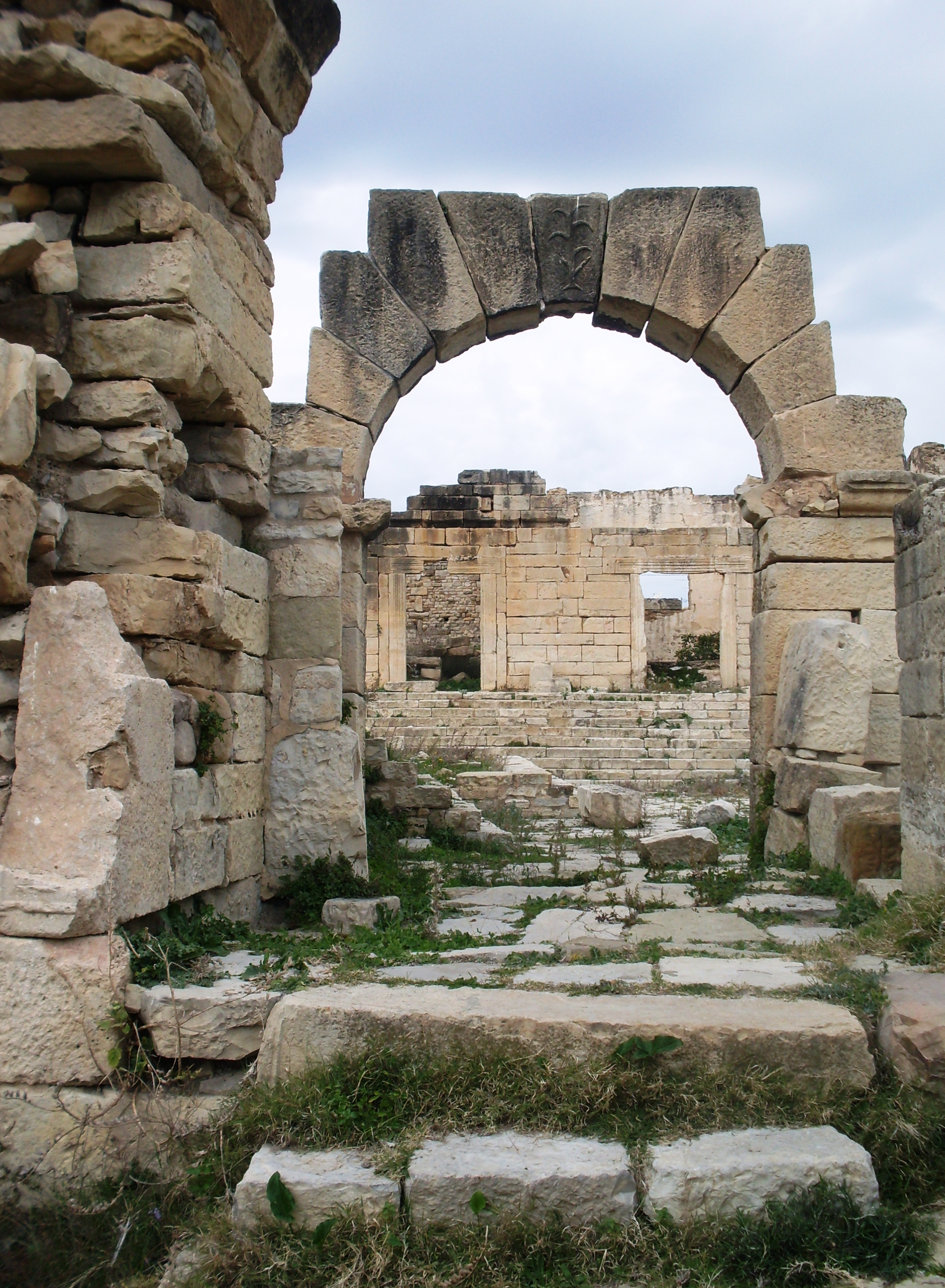
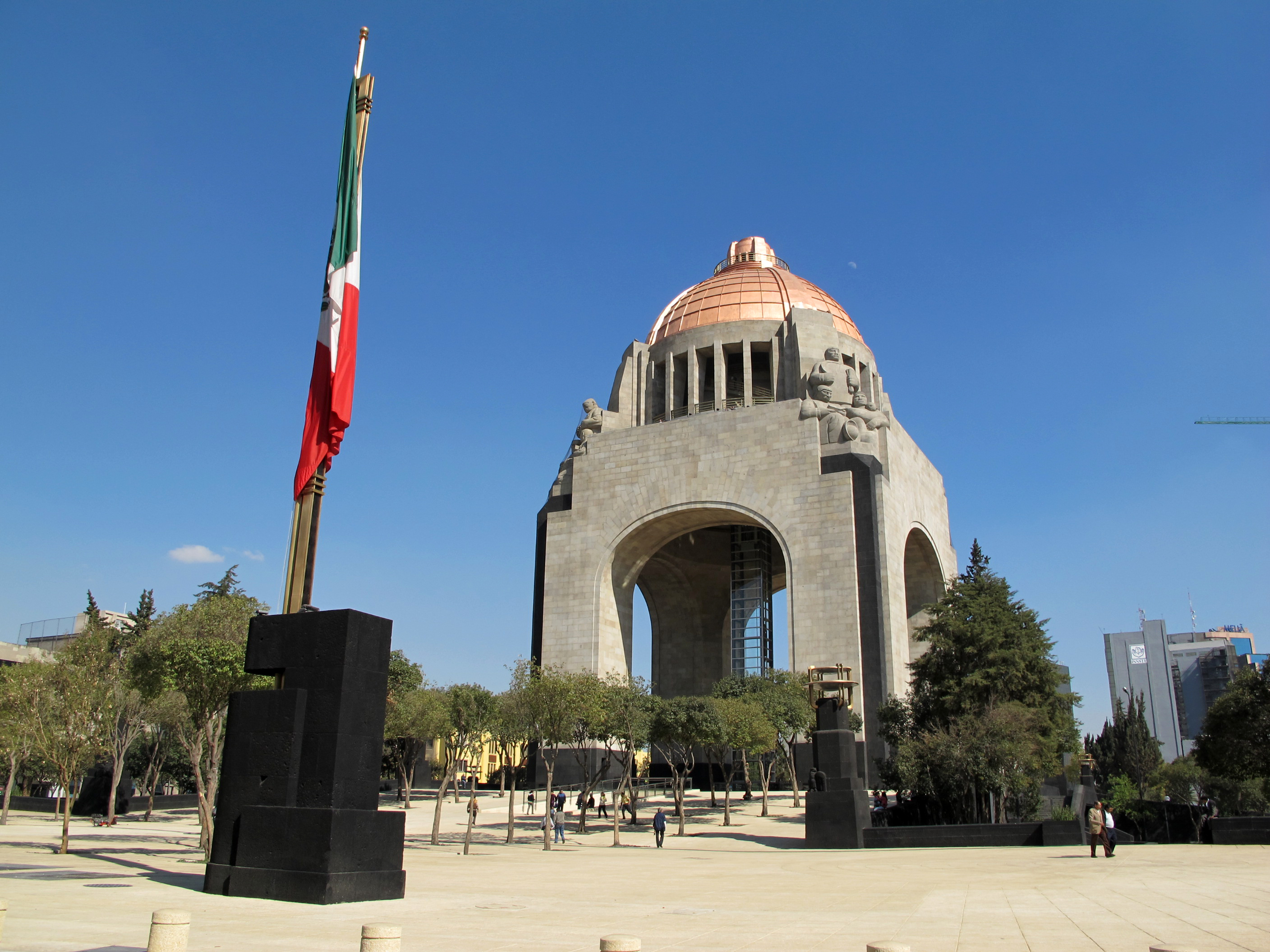
صرح الثورة في مكسيكو سيتي
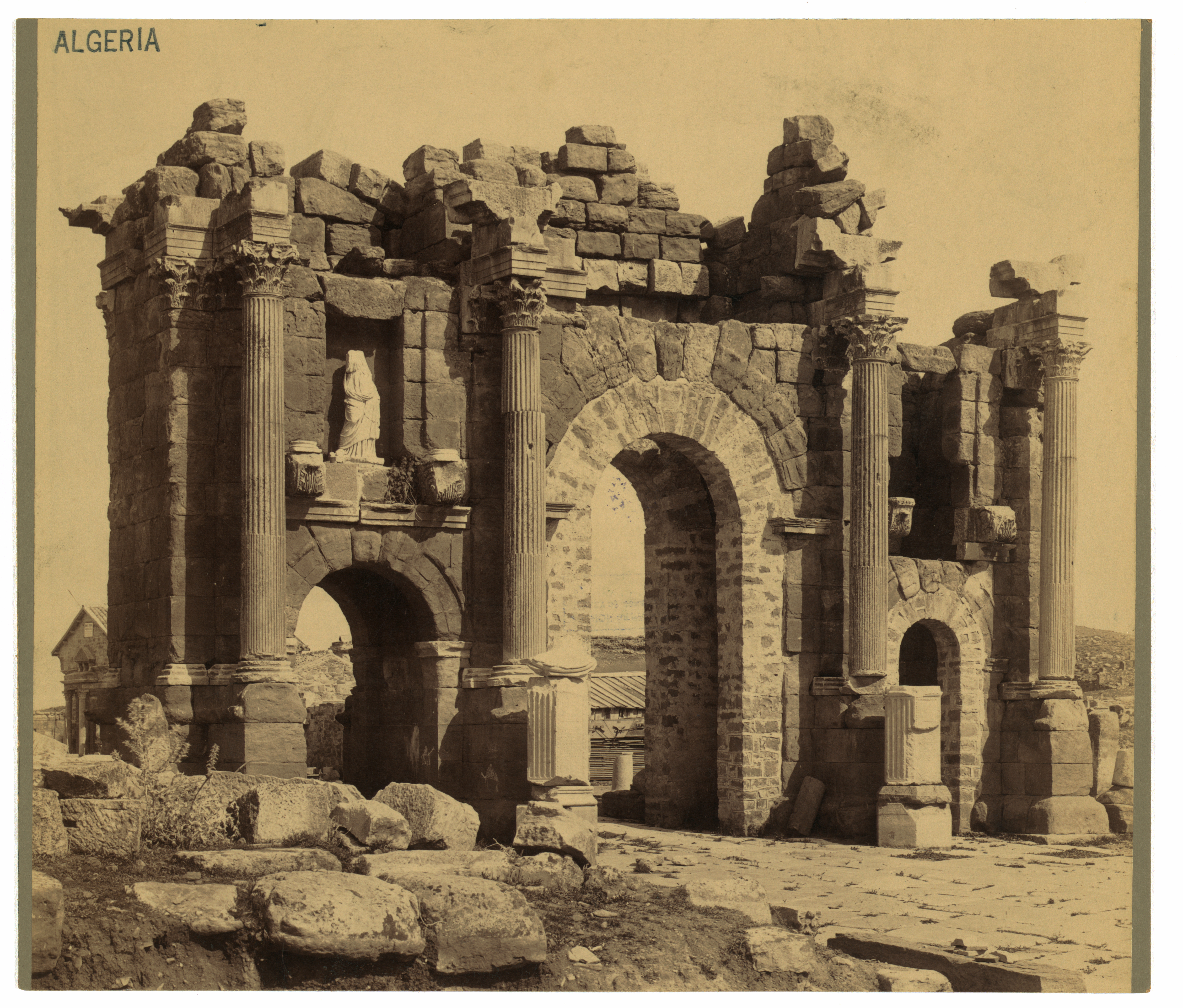
قوس ترايان في الجزائر
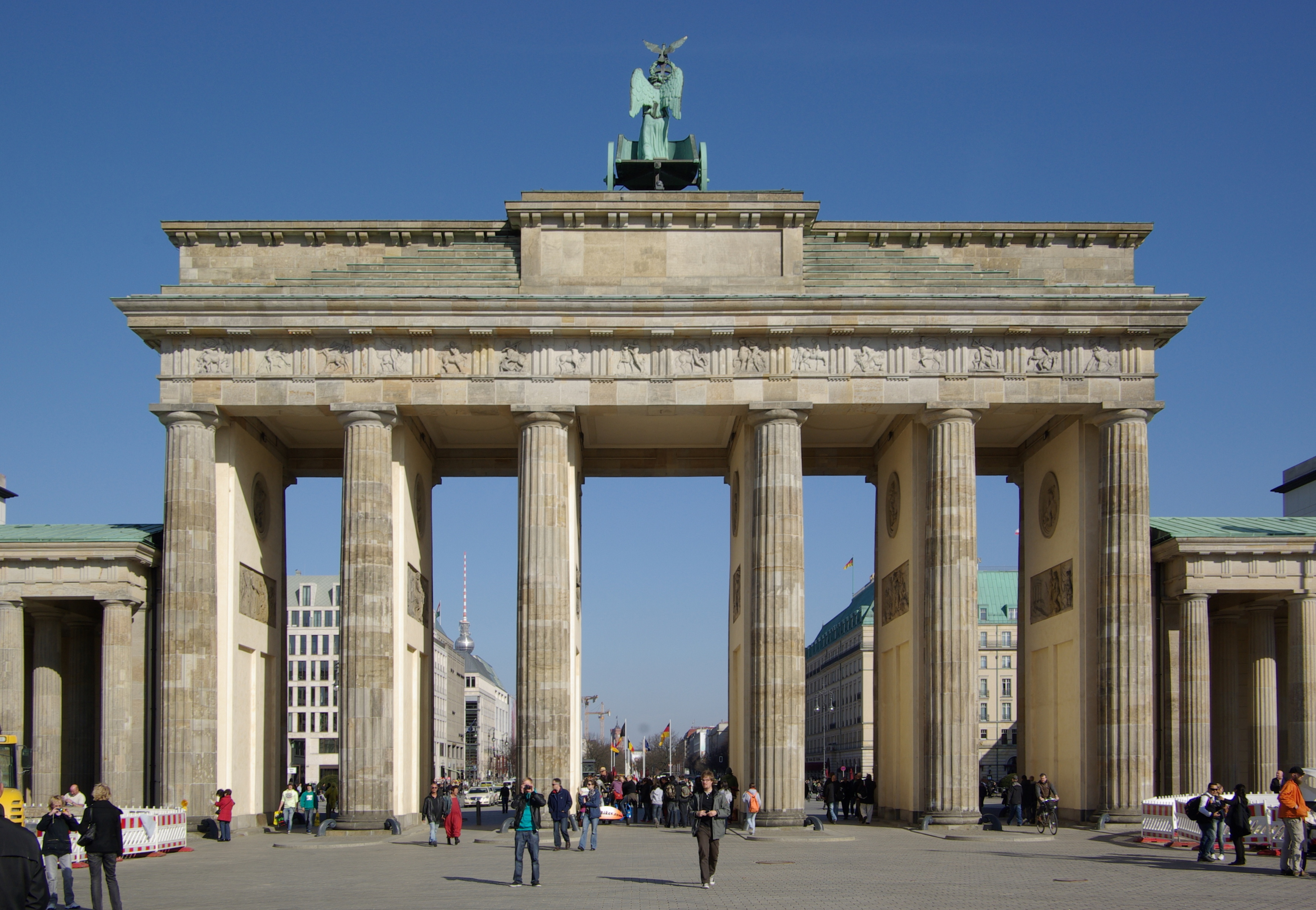
بوابة برادنبورج في برلين
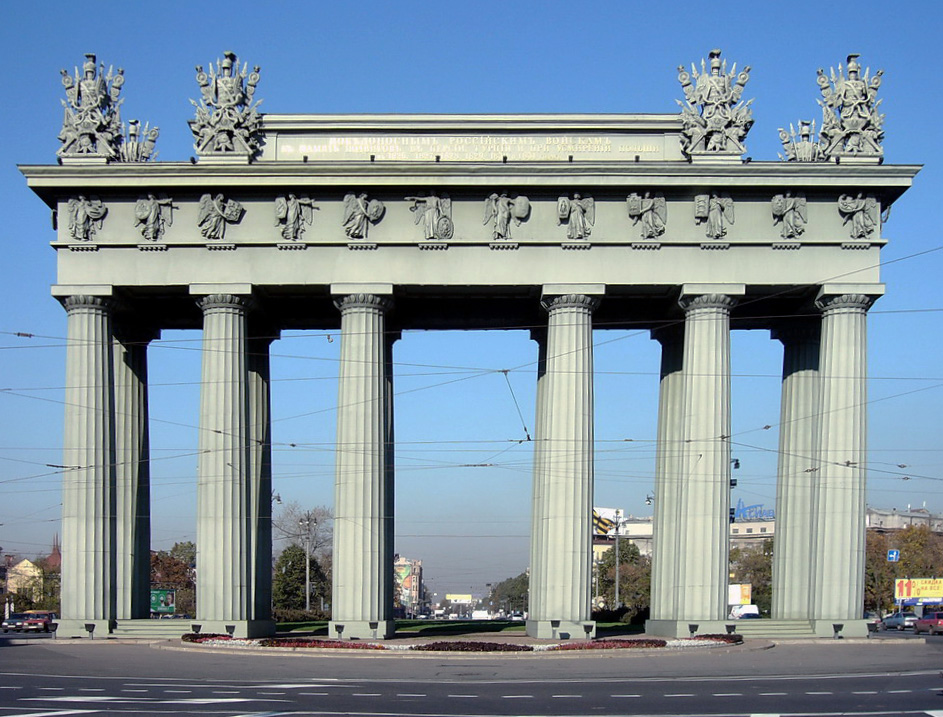
بوابة النصر في سانت بطرسبرغ
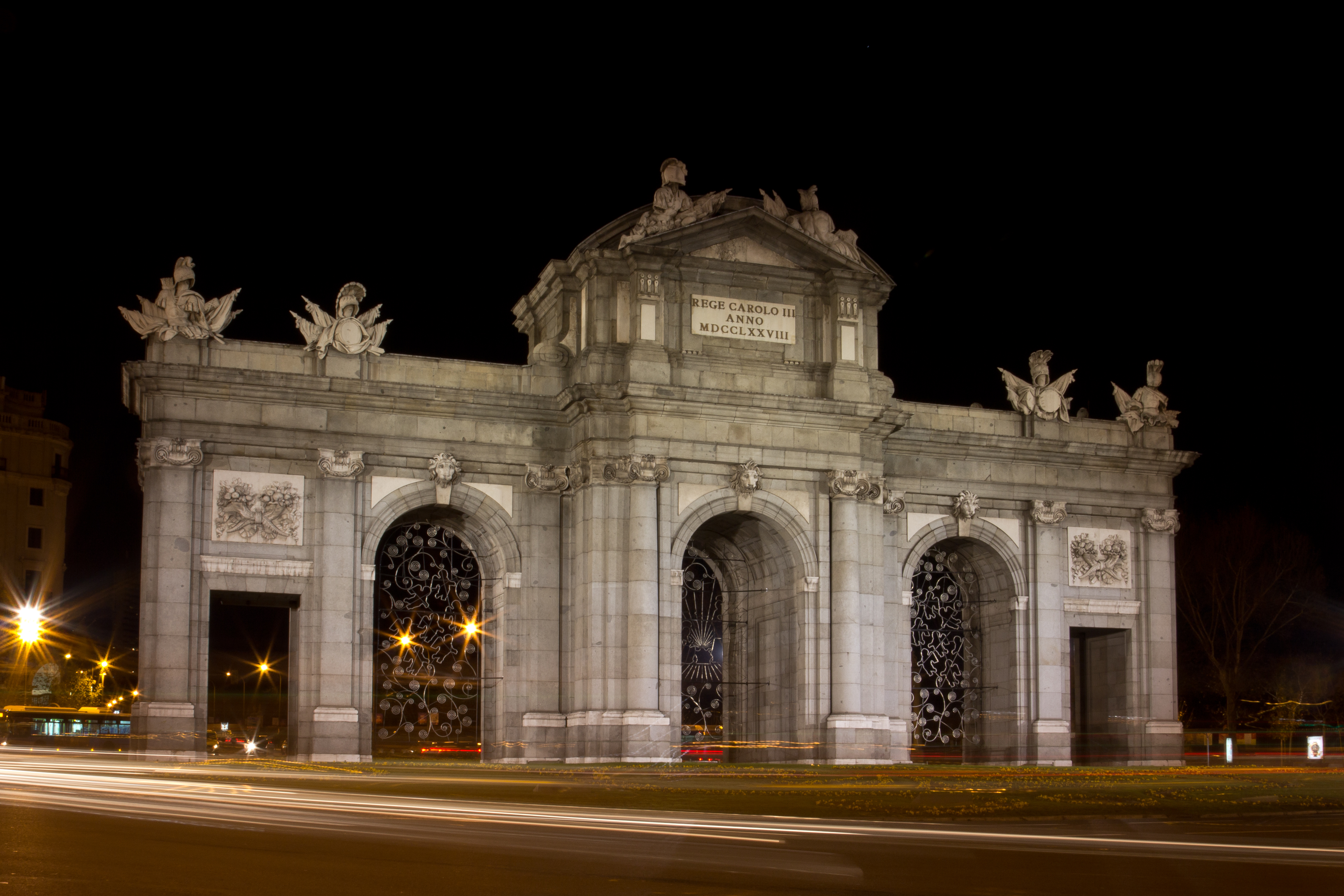
بوابة الكالا في مدريد
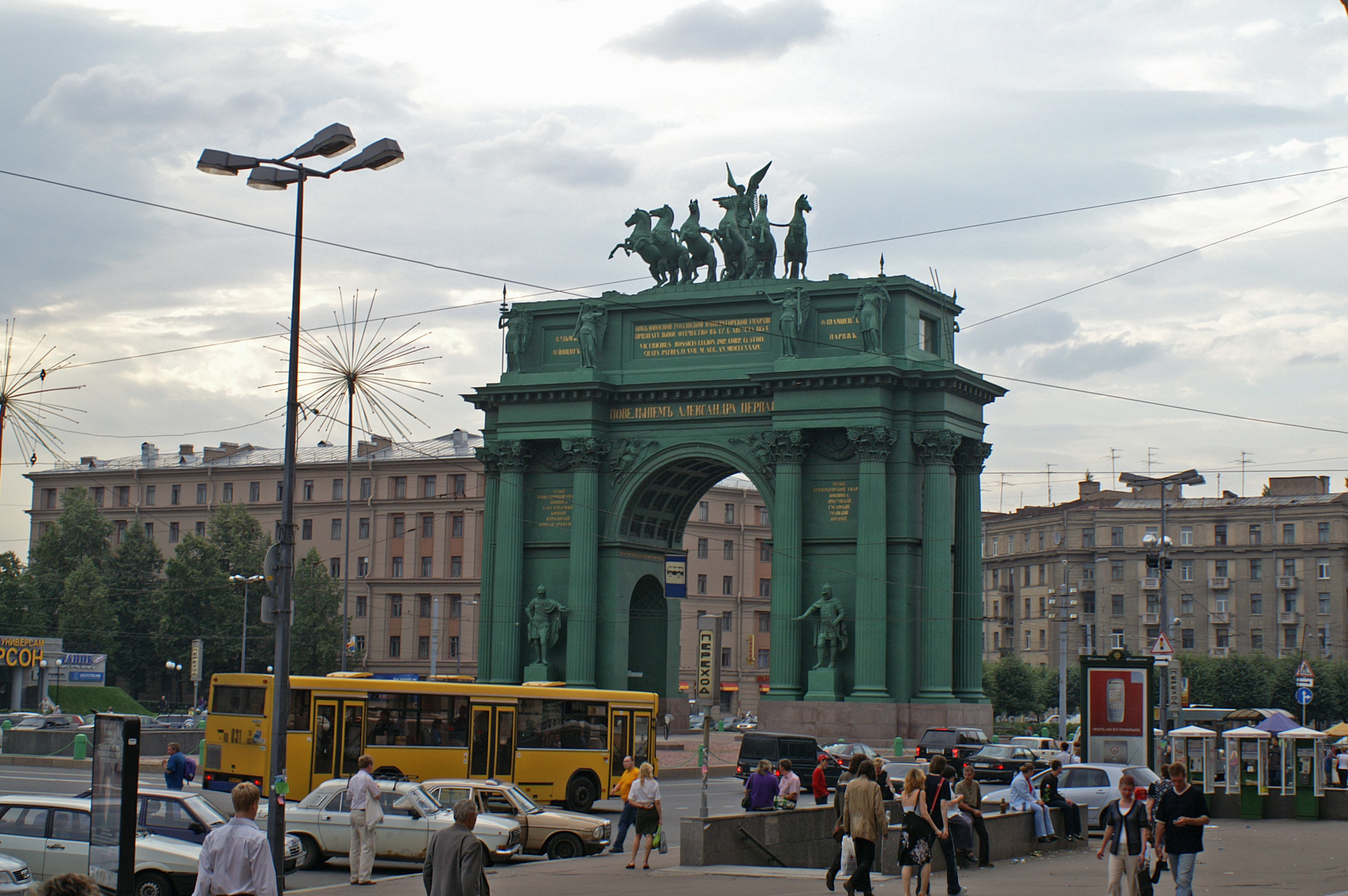
بوابة بطرسبرغ
ساحة واشنطن في نيويورك
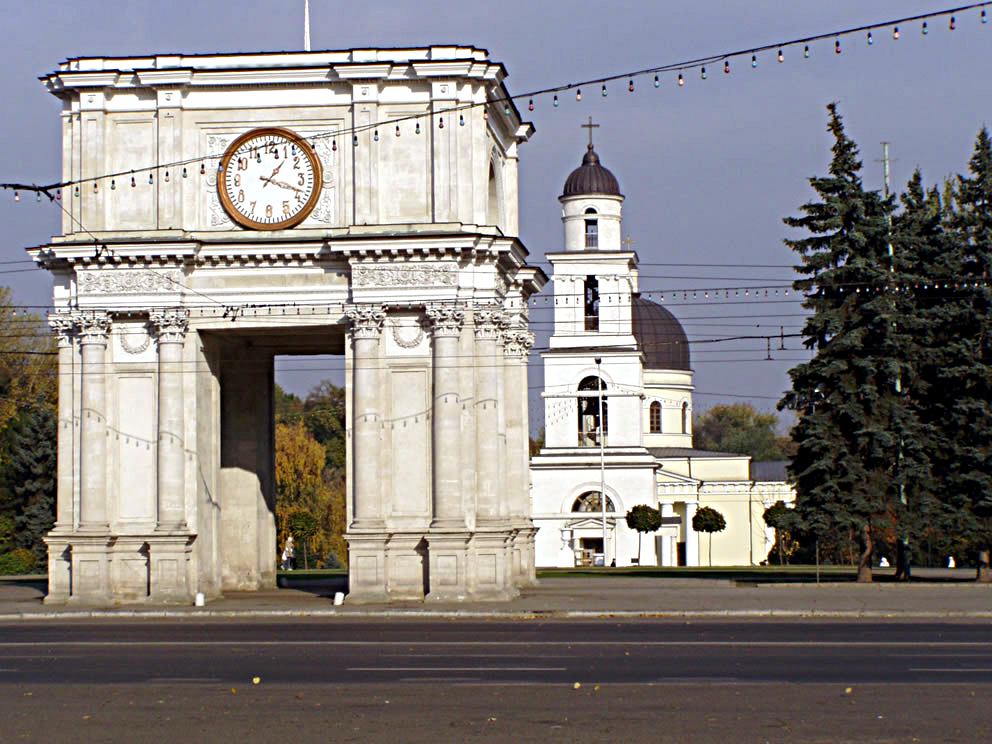
قوس النصر في كيشيناو
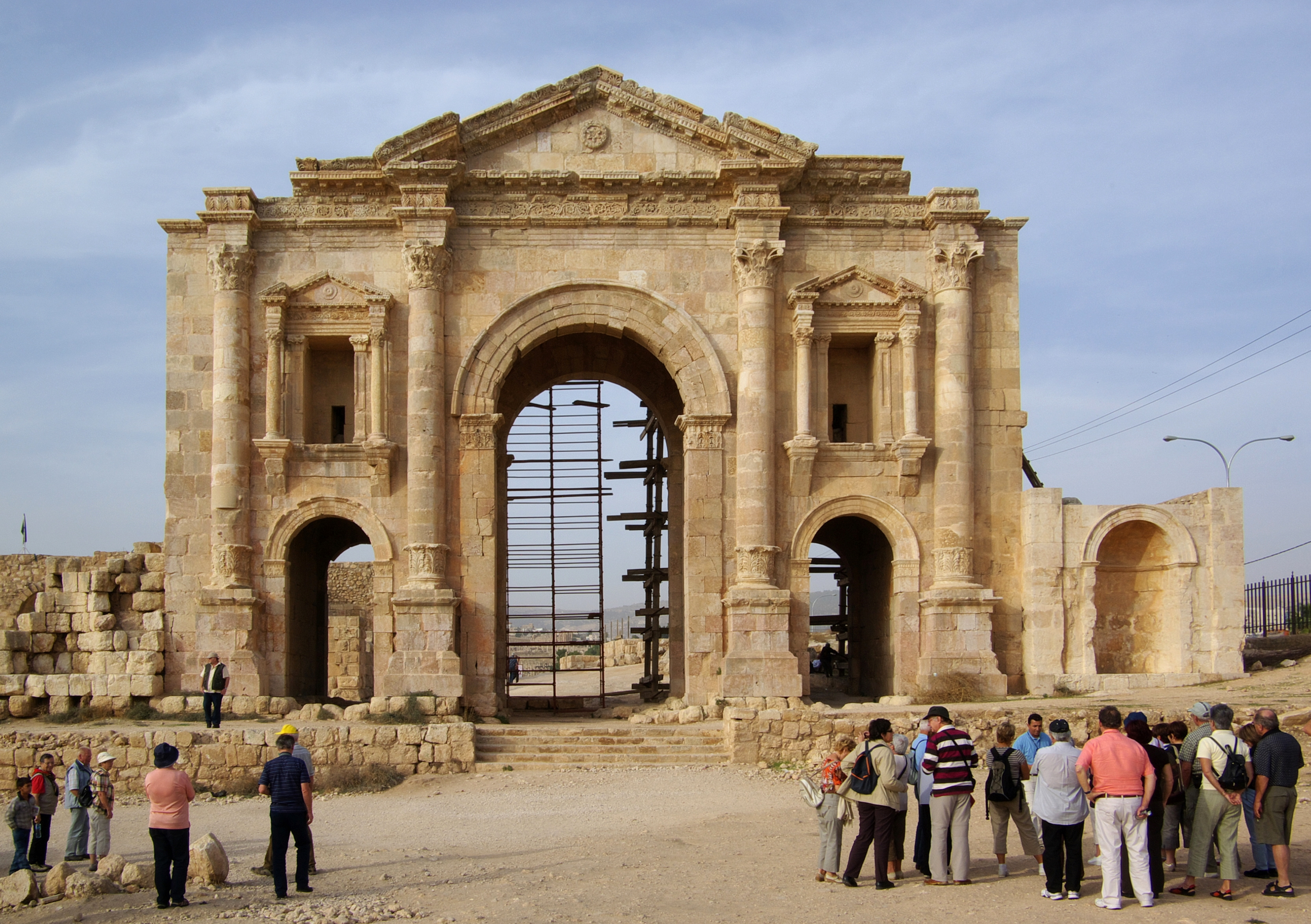
قوس هادريان في جرش
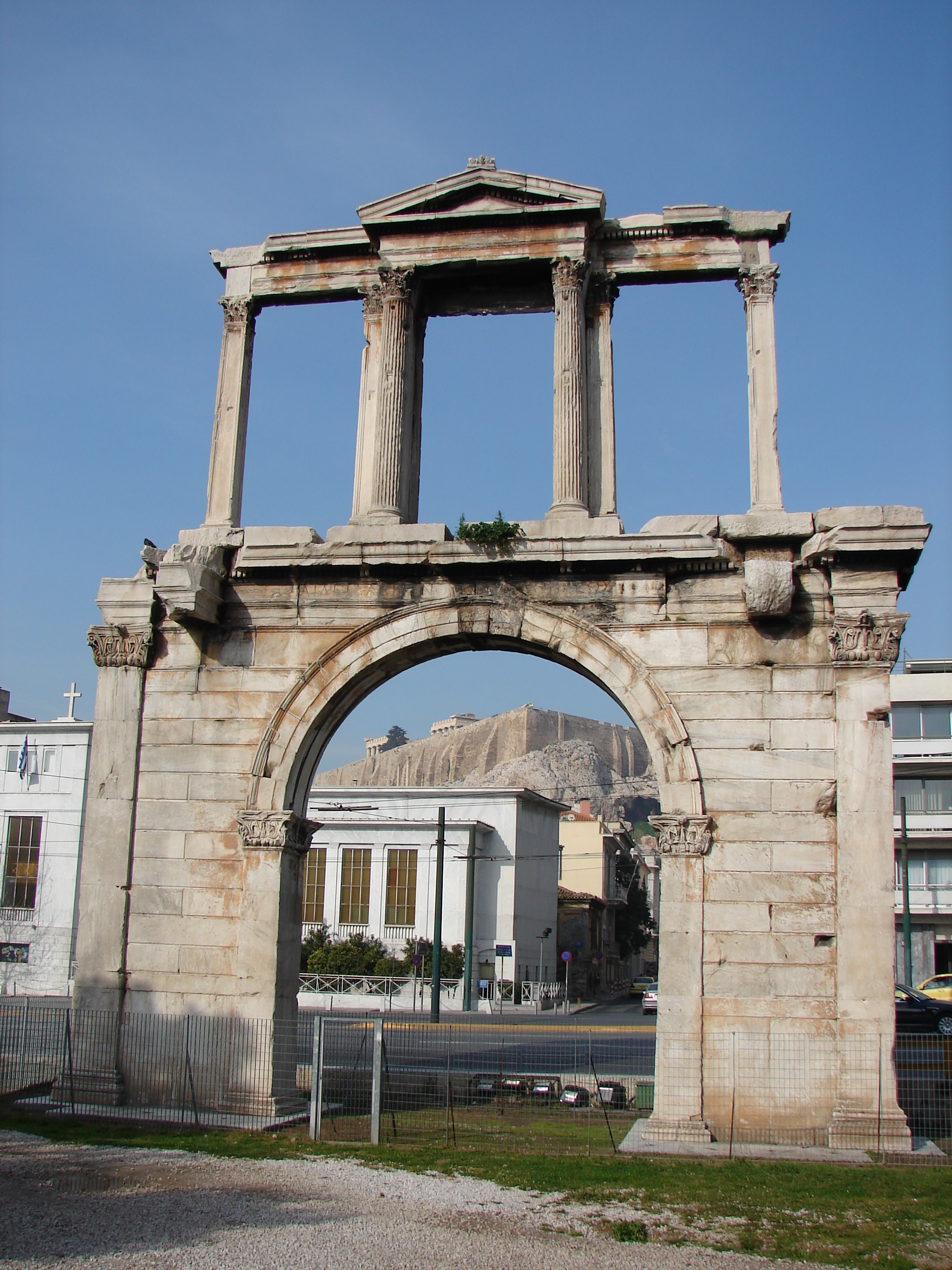
قوس هادريان في أثينا
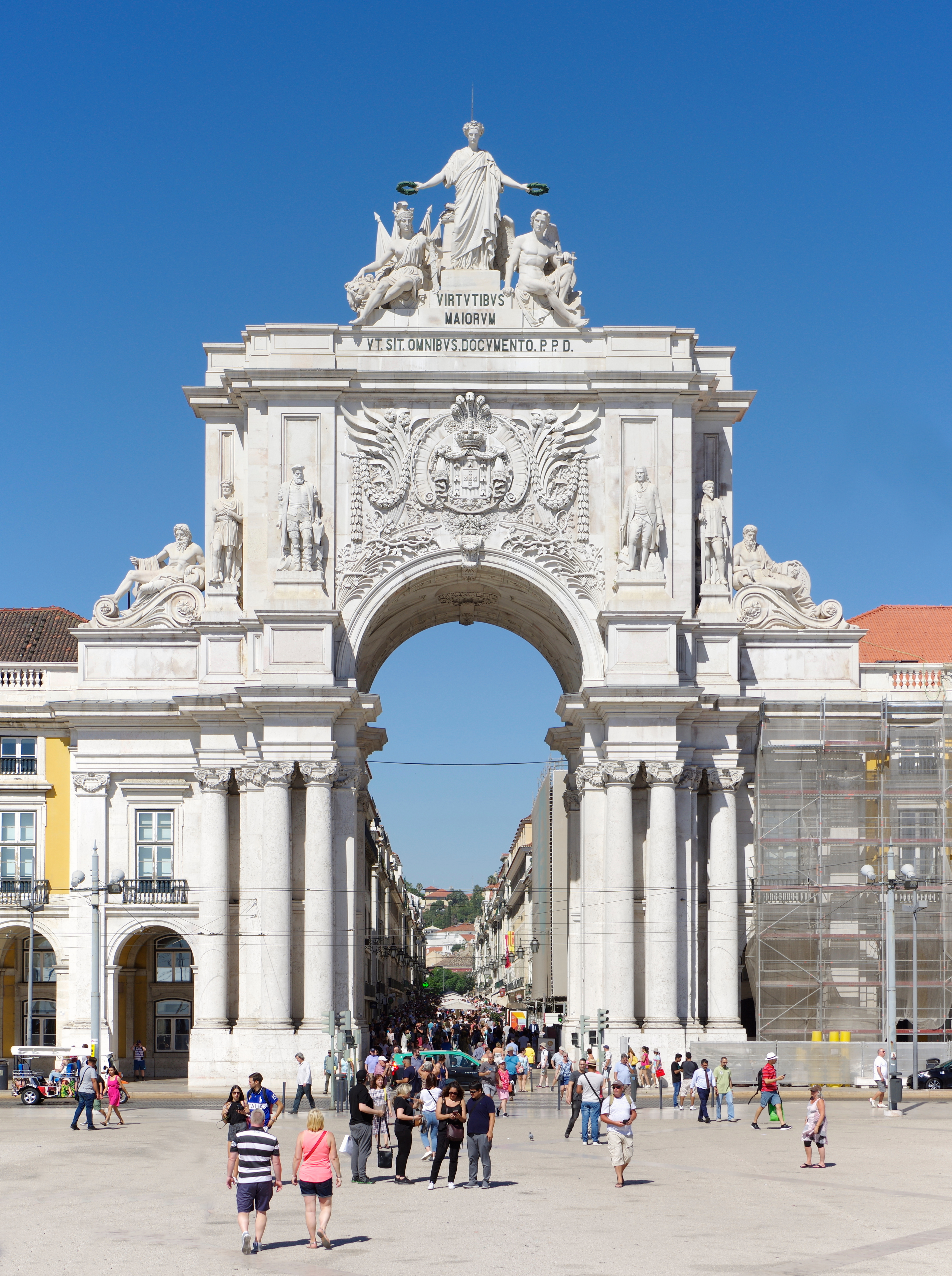
قوس النصر في لشبونة
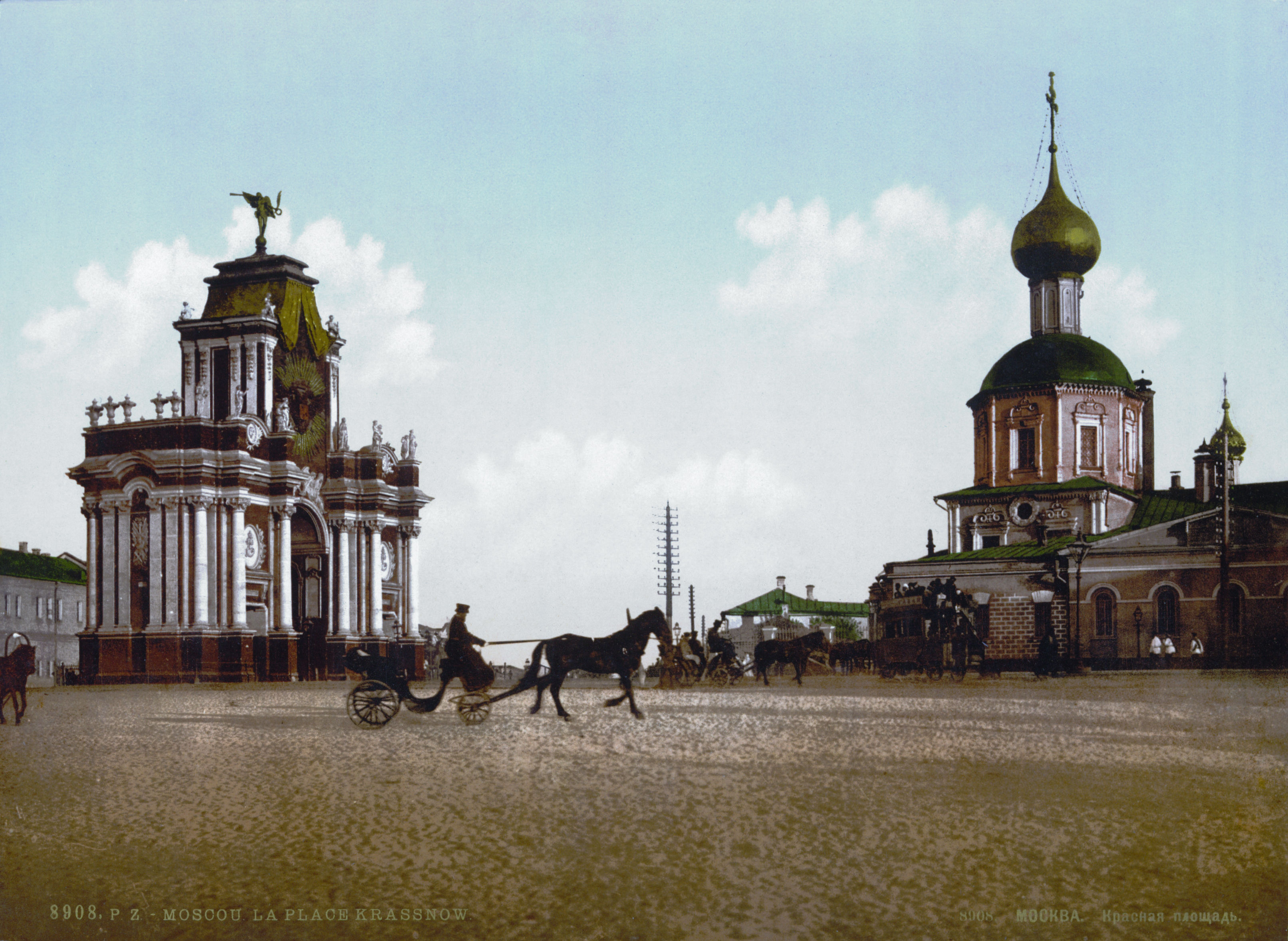
البوابات الحمراء في موسكو, مثال عن فن العمارة الباروكي قبل هدمه
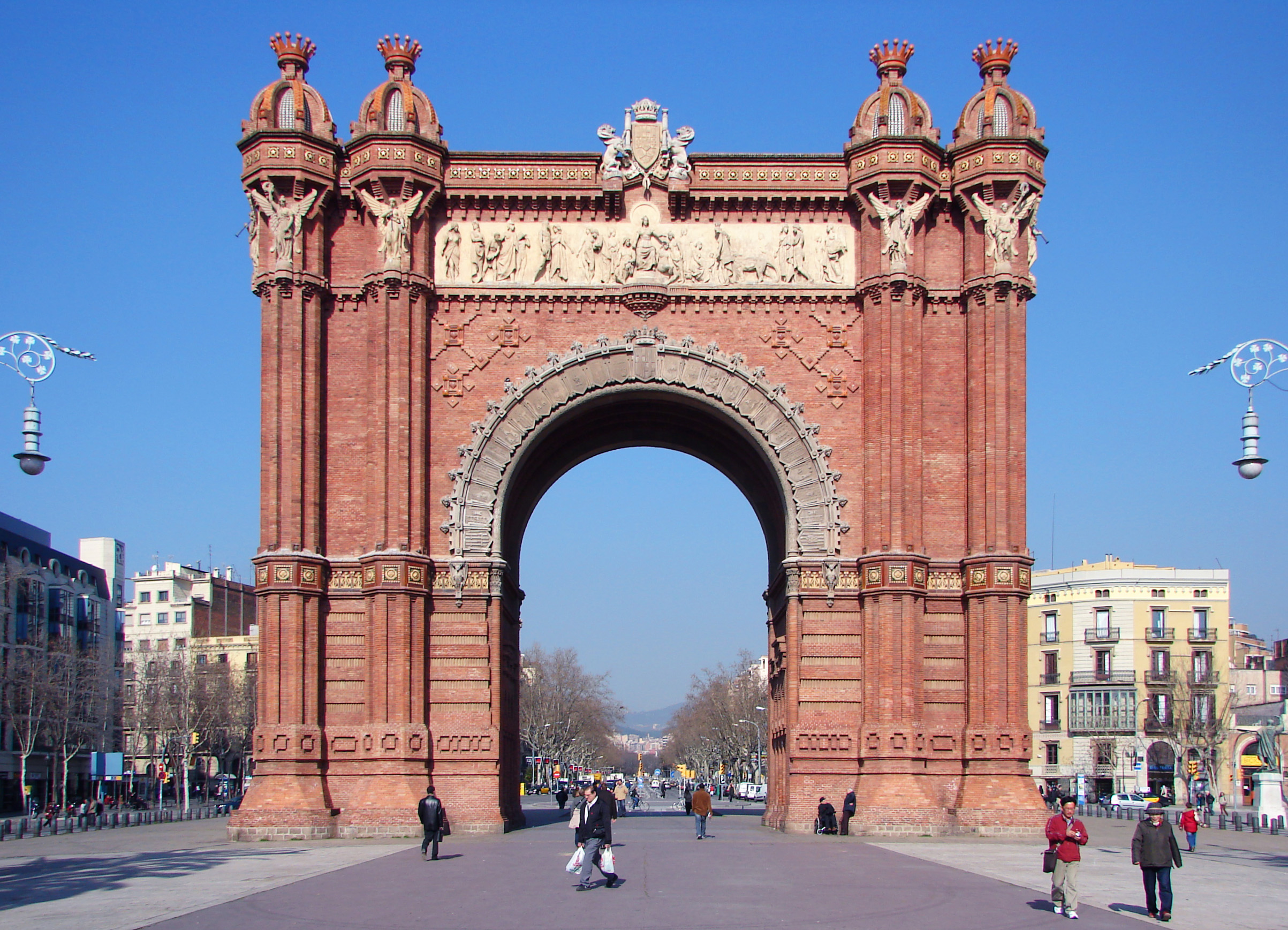
قوس النصر في برشلونة
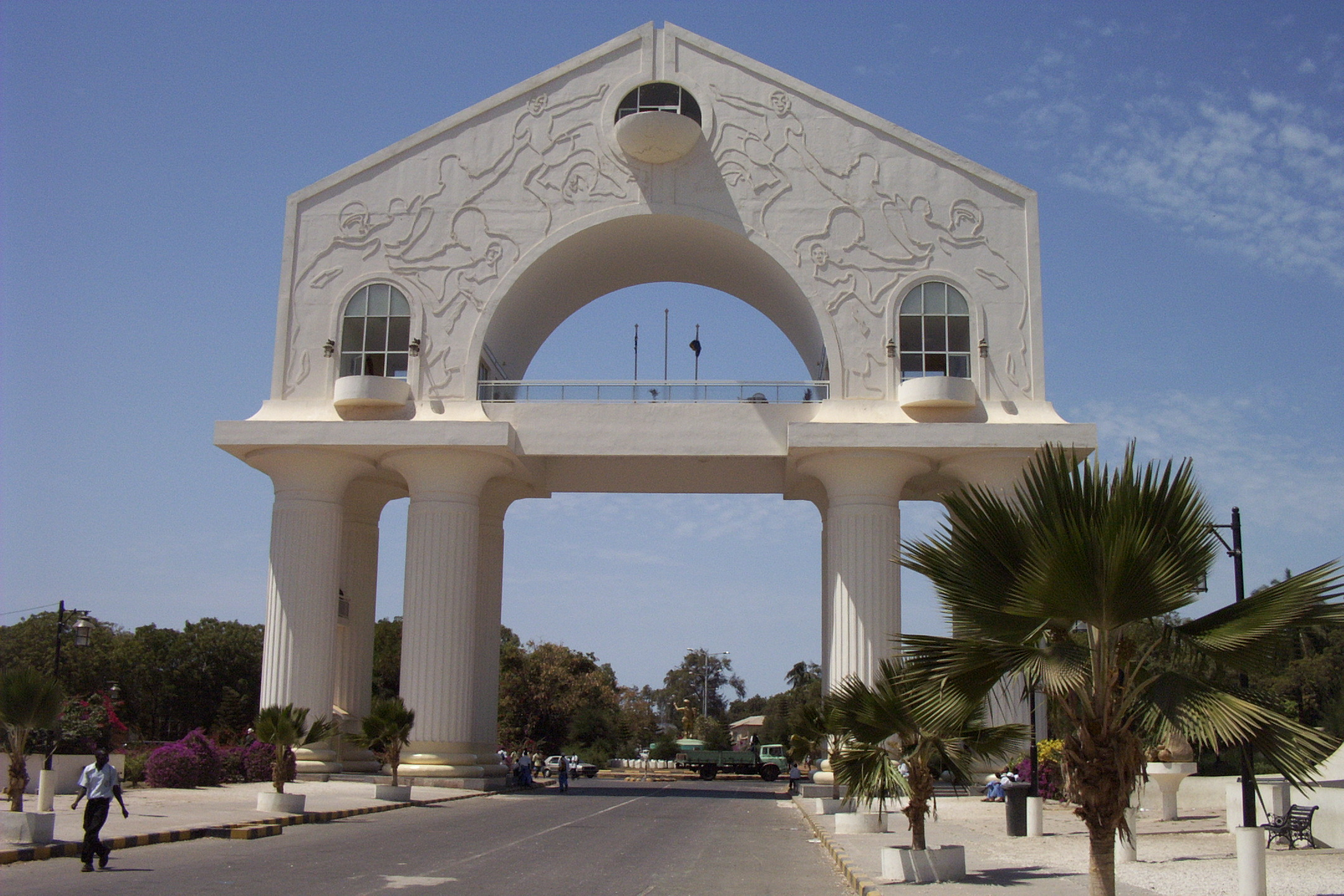
قوس بانجول, أنغولا
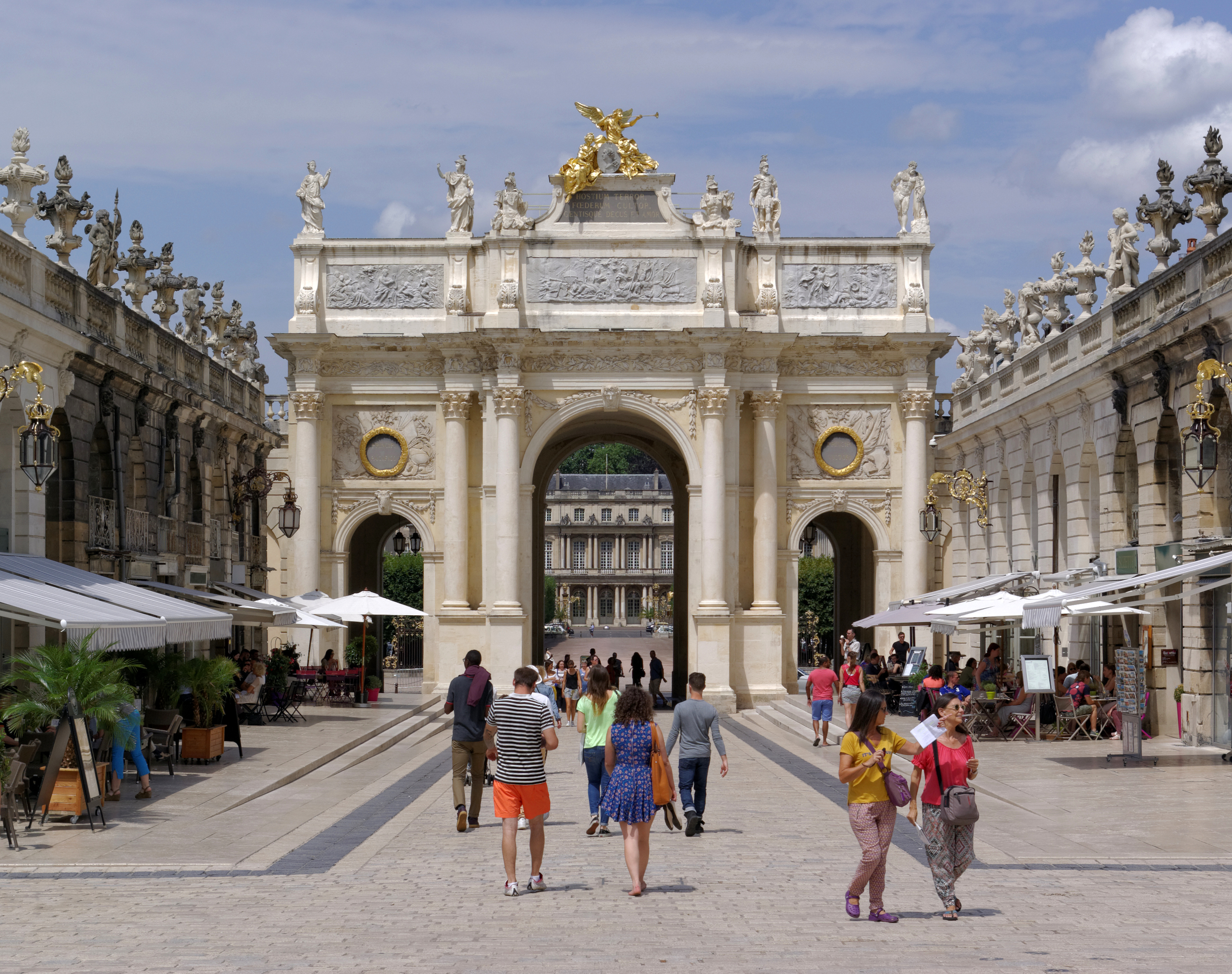
قوس النصر في مدينة نانسي في فرنسا
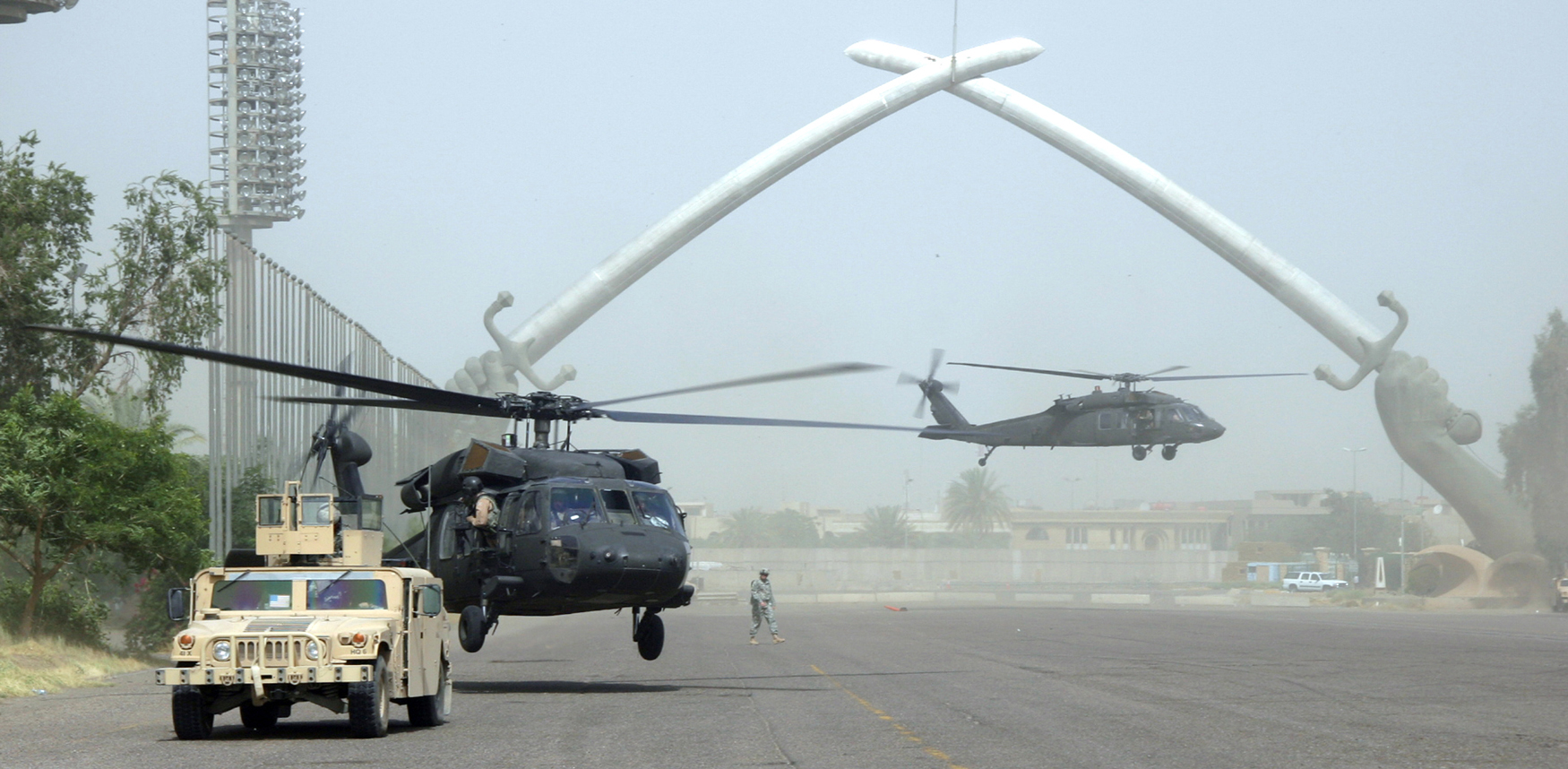
قوس النصر في بغداد
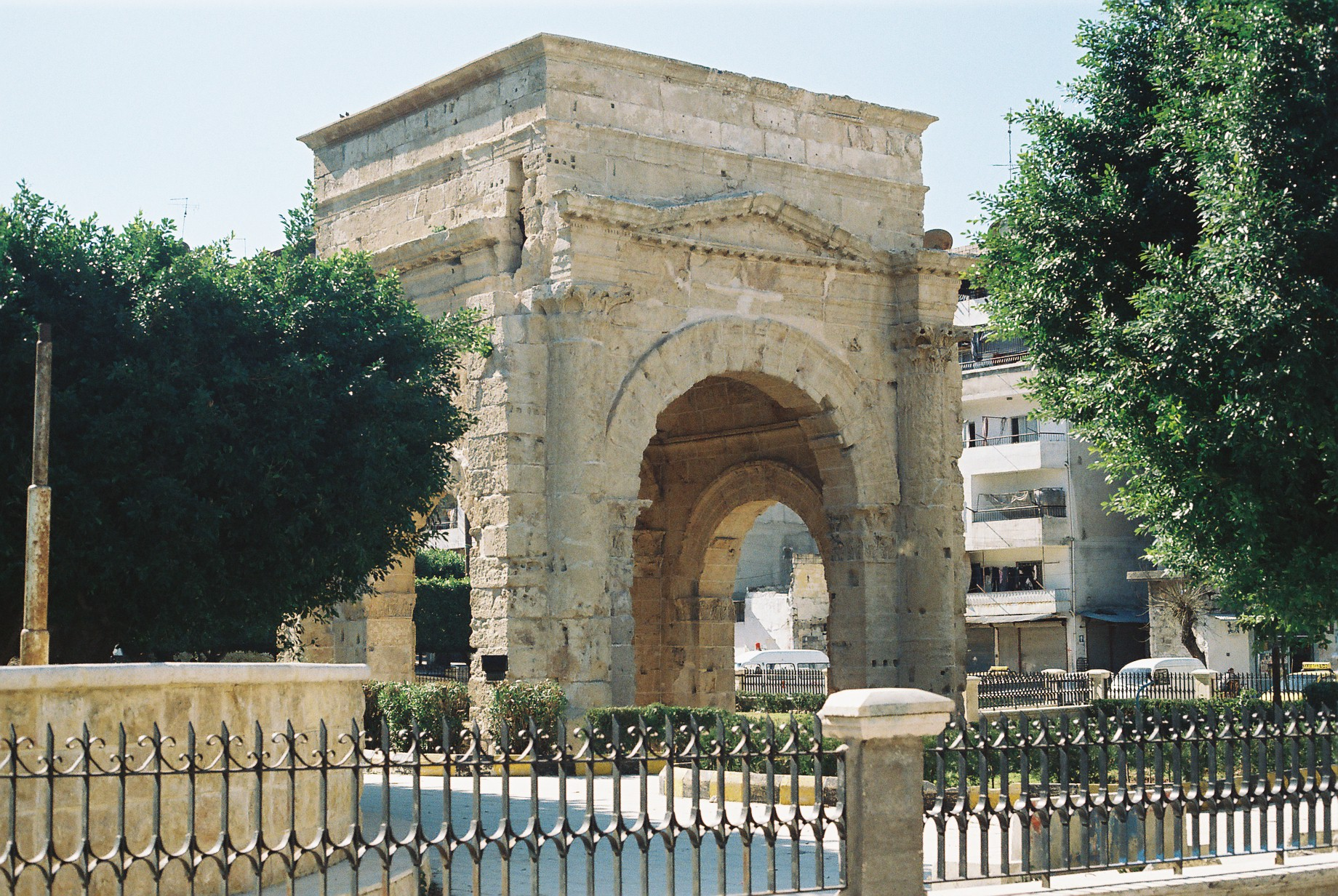
قوس النصر في اللاذقية